# (22566) Irazaitseva
(22566) Irazaitseva (1998 HY31) – planetoida z pasa głównego asteroid okrążająca Słońce w ciągu 3,34 lat w średniej odległości 2,23 j.a. Odkryta 20 kwietnia 1998 roku.